# Học viện Lubrański

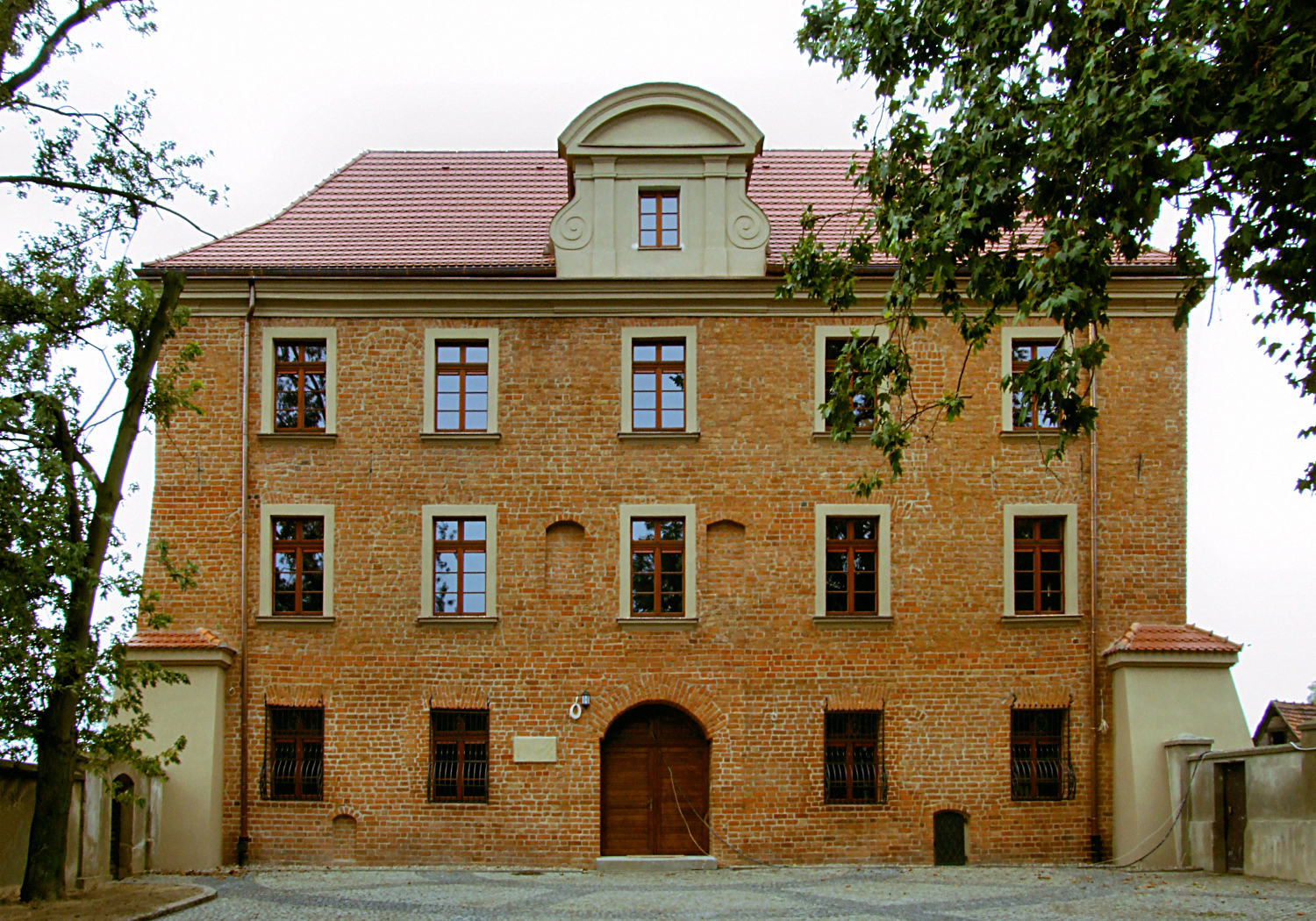
Học viện Lubrański

Học viện Lubrański (tiếng Ba Lan: Akademia Lubrańskiego; tiếng Latin: Collegium Lubranscianum) là một trường đại học được thành lập năm 1518 tại Poznań bởi Giám mục Jan Lubrański. Đây là ngôi trường đầu tiên có nguyện vọng đại học ở Poznań (thực tế nó không phải là một trường đại học hoàn toàn).

## Lịch sử
Hiệu trưởng đầu tiên của Học viện là nhà văn nhân văn Pozna, Tomasz Bederman. Một giảng viên nổi bật khác của trường là Grzegorz của Szamotuły.
Học viện Lubrański nhằm độc lập khỏi Học viện Kraków nhưng cuối cùng nó đã được chuyển đổi thành một khoa của Học viện Kraków. Trước đó, Học viện Lubrański bao gồm sáu trường nhỏ: triết học, logic, toán học, ngôn ngữ (tiếng Latin, tiếng Hy Lạp), luật và hùng biện.
Tòa nhà chính của Học viện đã được tu sửa vào thế kỷ 17 và 18.
Năm 1780, Học viện được sáp nhập với Dòng Tên Collegium Posnaniae.
Ngày nay, tòa nhà của Học viện Lubrański giữ bảo tàng của Tổng giáo phận Công giáo La Mã Poznań.

## Cựu sinh viên

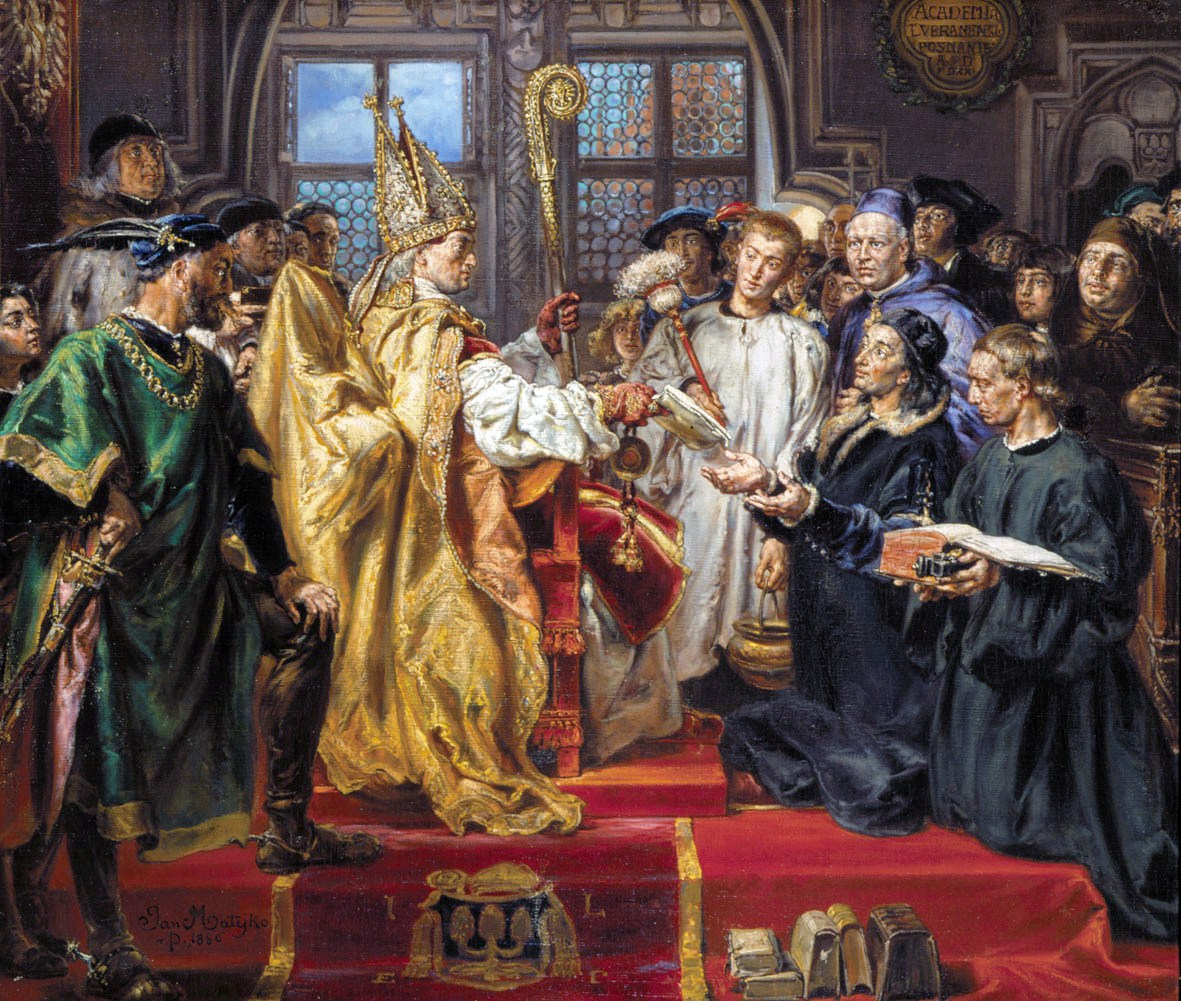
Thành lập Học viện Lubrański tại Poznań, bởi Matejko

- Józef Struś - nhà khoa học, thị trưởng của Poznań.
- Klemens Janicki - nhà thơ
- Ukasz Opaliński - nhà thơ và nhà văn
- Jan Śniadecki - nhà thiên văn học và nhà thông thái